# Armoiries de la Cité de Londres
Les armoiries de la Cité de Londres, une cité à l'intérieur du Grand Londres, furent accordées par le College of Arms le 30 avril 1957. Les plus anciennes traces des armoiries remontent à 1381, lorsqu'elles faisaient partie d'un nouveau sceau pour le Lord-maire de Londres. Toutefois, un blason antérieur représentant Saint Paul tenant une épée était en usage en 1319.
Le blason de l'écu se lit: « D'argent à la croix de gueules au premier quartier, une épée en pal, la pointe en haut du dernier ».
Les armoiries sont composés d'une croix de Saint George dans l'écu, des dragons comme supports et d'une aile de dragon comme cimier.  La devise est « Domine Dirige Nos ».

## Histoire
La première mention spécifique des armoiries de la Cité de Londres apparu le 17 avril 1381, lorsqu'il fut ordonné de briser l'ancien sceau de la mairie, en usage depuis 1319, le jugeant « inconvenant à l'honneur de la Cité ». Saint Thomas Becket et Saint Paul figuraient sur l'ancien sceau et furent incorporés au nouveau.  L'écu comportait une croix chargée d'une dague ou d'une épée dans son premier quartier et était similaire au modèle moderne. Ceci veut donc dire que la croyance populaire que l'épée représente l'arme avec laquelle William Walworth tua le rebelle Wat Tyler durant la Révolte des paysans anglais, qui remonte au moins à la première édition du livre Les Chroniques de Holinshed, publiée en 1577, est fausse puisque les armoiries furent adoptées avant la mort de Tyler. 

L'origine du cimier et des supports remonte au XVIe siècle, lorsqu'en 1539, ils apparurent pour la première fois sur le nouveau revers du sceau commun. 

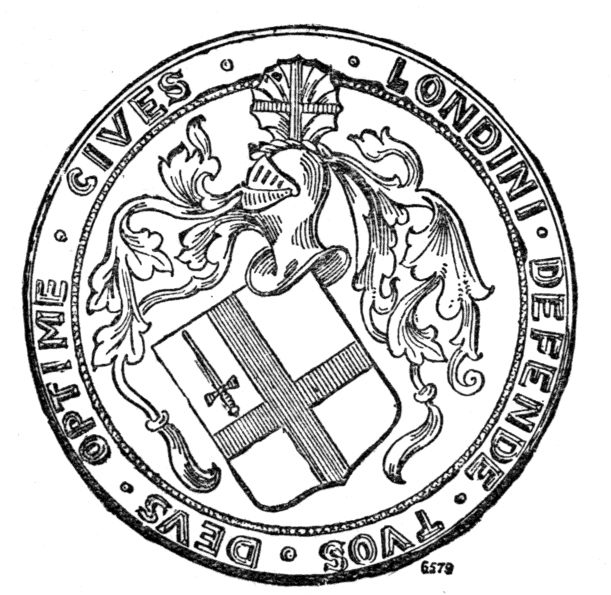
Sceau de la Cité de Londres en 1539 avec l'éventail comme cimier.

 À l'origine, le cimier consistait en un objet en forme d'éventail, chargé de la croix de Saint-Georges, mais en 1677, l'éventail fut pris pour une aile de dragon. , L'aile était spécifiée comme étant l'aile sinistre d'un dragon, c'est-à-dire son aile gauche. Une l'hypothèse fut émise que l'utilisation d'un heaume de pair (plutôt que celui d'un gentilhomme, comme dans d'autres armoiries civiques) est liée à l'utilisation du préfixe honorifique « Le Très Honorable » par le Lord-maire.  Le heaume fut confirmé en 1957.  Les représentations plus anciennes montrent parfois les armes surmontées d'un « chapeau de Moscovie », tel que porté par le porteur d'épée de la ville pendant les périodes Stuart et géorgienne : un exemple notable est visible sculpté au-dessus de l'entrée principale sud de Guildhall.
Lorsque l'éventail, le cimier des armoiries, fut pris pour une aile de dragon en 1677, une paire de dragons fut créée afin de correspondre à celle-ci. L'introduction des dragons comme supports pourrait aussi avoir été influencée par la légende de Saint-Georges, l'écu de la Cité et celui de Saint-Georges d'Angleterre étant identiques, bien que le premier porte l'épée de Saint-Paul en plus de la croix. Originalement des « lions guardants », les dragons furent officiellement adoptés comme supports par la cité de Londres en 1609.  La devise, « Domine Dirige Nos », remonte à 1633, lorsqu'elle fit sont apparition dans la 4ième édition de " Survey of London." par John Stow. Originalement « Londini Defende Tuos Deus Optime Gives » lorsque les armoiries étaient au revers du sceau, la devise fut changée pour des raisons inconnues.
En 1957, la ville a obtenu de Garter King of Arms et de Clarenceux King of Arms une concession de cimier et de supports et la confirmation des armoiries « Anciennement enregistrées comme leur appartenant de droit ».

## Description et blason
Les armoiries sont blasonnées comme suit :
D'argent à la croix de gueules, au premier quartier une épée en pal, la pointe vers le haut. L'écu est timbré d'une aile senestre de dragon d'argent, chargée d'une croix de gueules et a pour supports de chaque côté un dragon ailé, élevé et endossé d'argent, et chargé sur l'aile d'une croix de gueules, en devise « Domine Dirige Nos. »
- L'épée est celle de Saint Paul, un apôtre de Jésus. [14]
- Le casque est celui d'un pair. [7]
- L'introduction des Dragons a peut-être été influencée par la légende de Saint-Georges, le bouclier de la ville et celui de Saint-Georges d'Angleterre étant les mêmes, bien que le premier possède l'épée de Saint-Paul en plus de la croix. [15]
- La devise, « Domine Dirige Nos » écrit en latin, signifie « Seigneur, guide-nous ». [16]